# 유덕열
유덕열(柳德烈, 1954년 7월 9일~ )은 대한민국의 정치인이다. 민선2·5·6·7기 서울특별시 동대문구청장이다.

## 학력
- 1970년 ~ 1973년 송곡고등학교 졸업
- 1976년 ~ 1988년 동아대학교 정법대학 정치외교학 학사
- 1999년 ~ 2002년 경희대학교 대학원 법학 석사
- 2003년 ~ 2005년 경희대학교 대학원 법학 박사과정 수료

## 경력
- 1985년 5월~1987년 10월 민주화추진협의회 선전부 부장
- 1992년 3월~1995년 5월 민주당 중앙당 조직국 국장, 통일국 국장
- 1995년 7월~1998년 6월 제4대 서울특별시의회 의원,[4]
  - 서울특별시의회 운영위원회 위원장(1997년 1월 13일~1998년 4월 9일)[4]
- 1998년 7월~2002년 6월 민선2기 서울특별시 동대문구청장[3]
- 2005년 6월~2006년 12월 민주당 동대문을 지구당 위원장
- 2005년 10월~2006년 8월 민주당 중앙당 조직위원회 위원장
- 2007년 4월~2007년 12월 민주당 중앙당 사무부총장
- 2009년 10월~2010년 5월 민주당 중앙당 부대변인
- 2010년 7월 ~ 2022년 6월 : 제42~44대 민선 5~7기 서울특별시 동대문구청장 (3선, 더불어민주당)[5][6]

## 상훈
- 1999년 서울특별시 반부패체감도 최우수구 선정
- 2000년 한국청년연합회 공무원친절도 최우수구 선정
- 2001년 서울특별시 시민만족도 최우수구 선정

## 역대 선거 결과
|  | 49.0% |

|  | 50.37% |

|  | 53.74% |

|  | 46.49% |

|  | 11.49% |

|  | 53.17% |

|  | 54.73% |

|  | 64.47% |

## 소속 정당
| 소속 정당 | 소속 정당      | 소속 기간 | 비고                |
| --------- | -------------- | --------- | ------------------- |
|           | 통일민주당     | 1987      | 창당 정계 입문      |
|           | 무소속         | 1987      | 탈당                |
|           | 평화민주당     | 1987~1991 | 창당                |
|           | 신민주연합당   | 1991      | 당명 변경           |
|           | 민주당         | 1991~1995 | 합당                |
|           | 무소속         | 1995      | 탈당                |
|           | 새정치국민회의 | 1995~2000 | 창당                |
|           | 새천년민주당   | 2000~2005 | 합당                |
|           | 민주당         | 2005~2007 | 당명 변경           |
|           | 중도통합민주당 | 2007      | 합당                |
|           | 민주당         | 2007      | 당명 변경           |
|           | 무소속         | 2007      | 탈당                |
|           | 대통합민주신당 | 2007~2008 | 창당                |
|           | 통합민주당     | 2008      | 합당                |
|           | 민주당         | 2008~2011 | 당명 변경           |
|           | 민주통합당     | 2011~2013 | 합당                |
|           | 민주당         | 2013~2014 | 당명 변경           |
|           | 새정치민주연합 | 2014~2015 | 합당                |
|           | 더불어민주당   | 2015~현재 | 당명 변경 정계 은퇴 |